# Alfred Aston
Alfred Aston (* 16. Mai 1912 in Chantilly; † 10. Februar 2003) war ein französischer Fußballspieler.

## Die Vereinskarriere
Der Sohn eines Engländers und einer Französin glich von seiner Statur her eher einem Jockey auf der berühmten Rennbahn seines Geburtsortes als einem Fußballer, entwickelte sich aber zu einem der besten Rechtsaußen, die Frankreich je hatte. Mit der Einführung des Profifußballs in Frankreich (1932) wechselte er von seinem heimatlichen Amateurklub im Département Oise, wo ihn sein Trainer, der Ex-Nationalspieler Jean Ducret, geformt hatte, zu einer der stärksten französischen Mannschaften der Zwischenkriegszeit, nämlich zu Red Star Paris, das bis dahin bereits viermal den französischen Pokal gewonnen hatte. Dort spielte er sich schnell in die Stammformation und in die Herzen der Fans, die den kleinen, wieselflinken Dribbelkünstler "Fred" oder "Irrlicht" (frz.: feu follet) nannten. Als die Division 1 1933 von 20 auf 14 Mannschaften verkleinert wurde, stieg Red Star ab, kehrte aber 1934 sofort wieder ins Oberhaus zurück. Als Zweitligaspieler debütierte Aston im März 1934 in der Nationalmannschaft. 1938 wechselte er zum großen Lokalrivalen Racing Club, um weiterhin erstklassig spielen zu können, denn Red Star musste erneut, wenn auch nur für ein Jahr, den Gang in die Division 2 antreten. Alfred Aston hatte allerdings das Pech, dass er bei den beiden Pokalsiegen von Racing nicht in den Endspielen dabei war: 1939 stellte ihn der Trainer überraschend nicht auf, 1940 war er zur Armee eingezogen worden (deutscher Westfeldzug im Mai/Juni 1940).
Während der Saison 1940/41 kehrte er zu Red Star zurück, das mit ihm Meister der Nord-Staffel im deutsch besetzten Teil Frankreichs geworden war, und gewann mit diesem 1942 auch den französischen Pokal, wozu er im Endspiel gegen den FC Sète ein Tor beisteuerte. In der Saison 1943/44 spielte Aston in der Regionalauswahl von Paris (Équipe Fédérale Paris-Capitale); in dieser Spielzeit fochten überall im besetzten Land solche Regionalteams anstelle der Vereinsmannschaften um Meister- und Pokaltitel. 1946 stand er erneut im Pokalfinale, das sein Red Star allerdings 2:4 gegen OSC Lille verlor.
Danach unterschrieb Aston bei SCO Angers, kehrte 1947 aber nach Paris und in die Division 1 zurück, wo er mit Stade Français Paris noch einmal ganz oben mitspielte. Anschließend wurde er Trainer (unter anderem beim Traditionsverein CA Paris), wobei er nach wie vor regelmäßig auch selbst für seine Mannschaft spielte. Mit dem FC Tours trat der quirlige Stürmer 1952 im Pokalwettbewerb (Coupe de France) noch einmal ins Rampenlicht, und bei diesem Verein beendete er im Alter von 44 Jahren auch seine bemerkenswerte Spielerkarriere.

### Astons Stationen
- US Chantilly (bis 1932)
- Red Star Paris (1932–1938 und 1941–1946)
- Racing Club Paris (1938–1941)
- SCO Angers (1946/47)
- Stade Français Paris (1947/48)

als Spielertrainer
- CA Paris (1948/49)
- CS Fontainebleau (1949/50)
- AC Amboise (1950/51)
- Tours FC (1951–1956)

## Der Nationalspieler
Zwischen März 1934 und Mai 1946 spielte Alfred Aston insgesamt 31-mal in der Équipe Tricolore (28 Spiele für Red Star, drei für Racing) und erzielte dabei fünf Tore. Dabei ist zu berücksichtigen, dass Frankreich in den 4 ¾ Jahren ab Februar 1940 überhaupt nur zwei Länderspiele bestritten hat. Ab Dezember 1944 war Aston in sieben Spielen Kapitän der französischen Nationalelf.
Bei den Weltmeisterschaften 1934 und 1938 war er in allen drei Endrundenspielen Frankreichs dabei. Aston wurde auch als einziger Franzose in die europäische Kontinentalauswahl berufen, die 1938 England (u. a. mit Stanley Matthews) 2:1 bezwingen konnte. Sein letztes Länderspiel (1946) war übrigens gleichfalls ein 2:1 gegen England, in dem er erneut auf Matthews und zusätzlich den jungen Billy Wright traf.

## Palmarès
- Französischer Meister: Fehlanzeige (aber inoffizielle Nordgruppen-Kriegsmeisterschaft 1941)
- Französischer Pokalsieger: 1942
- 31 Länderspiele für die Équipe Tricolore (5 Tore)
- WM-Teilnehmer 1934 und 1938 (3 Einsätze)

| Personendaten    | Personendaten                |
| ---------------- | ---------------------------- |
| NAME             | Aston, Alfred                |
| KURZBESCHREIBUNG | französischer Fußballspieler |
| GEBURTSDATUM     | 16. Mai 1912                 |
| GEBURTSORT       | Chantilly                    |
| STERBEDATUM      | 10. Februar 2003             |